# Fraser Aird
Pour les articles homonymes, voir Aird.
Fraser Aird est un joueur international canadien de soccer né le 2 février 1995 à Toronto. Il évolue au poste de défenseur avec le Cavalry FC en Première ligue canadienne.

## Biographie

### Carrière en club
Le 29 janvier 2016, Aird est prêté pour la saison de MLS aux Whitecaps de Vancouver.

### Carrière internationale
Avec l'équipe d'Écosse des moins de 17 ans, il inscrit un but lors d'un match amical contre la Slovénie en septembre 2011, puis un autre but contre le Danemark en mars 2012. Puis, avec l'équipe d'Écosse des moins de 19 ans, il est l'auteur d'un doublé lors d'un match amical contre la Suisse en mars 2014 (victoire 4-2).
Fraser Aird compte huit sélections et un but avec l'équipe du Canada entre 2015 et 2017.
Il est convoqué pour la première fois en équipe du Canada par le sélectionneur national Benito Floro, pour un match amical contre le Ghana le 13 octobre 2015. Lors de ce match, il entre à la 46e minute de la rencontre, à la place de Karl Ouimette. Le match se solde par un match nul de 1-1.
Par la suite, le 6 octobre 2016, il délivre sa première passe décisive, lors d'un match amical contre l'équipe de Mauritanie. Entré sur le terrain au cours de la seconde mi-temps en remplacement de son coéquipier Jamar Dixon, Fraser Aird délivre une passe décisive en faveur de Tosaint Ricketts. Le Canada s'impose sur le score de 0-4.
Puis, le 22 mars 2017, il inscrit son premier but en sélection contre l'Écosse, lors d'un match amical. La rencontre se solde par un match nul de 1-1.
Le 27 juin 2017, il fait partie des 23 appelés par le sélectionneur national Octavio Zambrano pour la Gold Cup 2017. Lors de cette compétition organisée aux États-Unis, il ne joue qu'une seule rencontre, face au Costa Rica, où il entre en jeu au cours de la seconde mi-temps, en remplacement de son coéquipier Alphonso Davies. Le Canada s'incline en quart de finale face à la Jamaïque.
Il joue son dernier match avec le Canada le 8 octobre 2017, en amical contre le Salvador (défaite 0-1).

## Statistiques

### Statistiques détaillées
| Saison                | Club                          | Championnat             | Championnat | Championnat | Coupe nationale | Coupe nationale | Coupe de la Ligue | Coupe de la Ligue | Compétition(s) continentale(s) | Compétition(s) continentale(s) | Compétition(s) continentale(s) | Autres compétitions | Autres compétitions | Autres compétitions | Total | Total |
| Saison                | Club                          | Division                | M.          | B.          | M.              | B.              | M.                | B.                | Comp.                          | M.                             | B.                             | Comp.               | M.                  | B.                  | M.    | B.    |
| 2012-2013             | Rangers FC                    | Scottish Third Division | 19          | 3           | 2               | 0               | 1                 | 0                 | -                              | -                              | -                              | -                   | -                   | -                   | 22    | 3     |
| 2013-2014             | Rangers FC                    | Scottish League One     | 27          | 5           | 6               | 1               | 1                 | 1                 | -                              | -                              | -                              | SCC                 | 3                   | 0                   | 37    | 7     |
| 2014-2015             | Rangers FC                    | Scottish Championship   | 13          | 1           | 1               | 0               | 4                 | 0                 | -                              | -                              | -                              | SCC                 | 4                   | 1                   | 22    | 2     |
| 2015-2016             | Rangers FC                    | Scottish Championship   | 3           | 0           | 0               | 0               | 0                 | 0                 | -                              | -                              | -                              | SCC                 | 1                   | 0                   | 4     | 0     |
| 2016                  | Whitecaps de Vancouver (prêt) | MLS                     | 18          | 0           | 2               | 0               | -                 | -                 | LCC                            | 4                              | 0                              | -                   | -                   | -                   | 24    | 0     |
| 2016-2017             | Falkirk FC                    | Scottish Championship   | 12          | 1           | 1               | 0               | -                 | -                 | -                              | -                              | -                              | -                   | -                   | -                   | 13    | 1     |
| 2017-2018             | Dunfermline Athletic          | Scottish Championship   | 21          | 4           | 0               | 0               | 0                 | 0                 | -                              | -                              | -                              | SCC+PO              | 2+2                 | 0                   | 25    | 4     |
| 2018-2019             | Dundee United                 | Scottish Championship   | 19          | 3           | 0               | 0               | 3                 | 0                 | -                              | -                              | -                              | -                   | -                   | -                   | 22    | 3     |
| 2018-2019             | Queen of the South (prêt)     | Scottish Championship   | 6           | 0           | 1               | 0               | -                 | -                 | -                              | -                              | -                              | PO                  | 2                   | 0                   | 9     | 0     |
| 2019-2020             | Cove Rangers                  | Scottish League Two     | 9           | 3           | 1               | 0               | 0                 | 0                 | -                              | -                              | -                              | -                   | -                   | -                   | 10    | 3     |
| 2020                  | Valour FC                     | PLCan                   | 6           | 1           | -               | -               | -                 | -                 | -                              | -                              | -                              | -                   | -                   | -                   | 6     | 1     |
| 2021                  | FC Edmonton                   | PLCan                   | 28          | 5           | 1               | 0               | -                 | -                 | -                              | -                              | -                              | -                   | -                   | -                   | 29    | 5     |
| 2022                  | Cavalry FC                    | PLCan                   | 0           | 0           | 0               | 0               | -                 | -                 | -                              | -                              | -                              | -                   | -                   | -                   | 0     | 0     |
| Total sur la carrière | Total sur la carrière         | Total sur la carrière   | 182         | 26          | 15              | 1               | 9                 | 1                 | -                              | 4                              | 0                              | -                   | 14                  | 1                   | 224   | 29    |

## Palmarès
- Rangers FC
  - Champion d'Écosse de Third Division (D4) en 2013
  - Champion d'Écosse de Second Division (D3) en 2014